# Oxyopes variabilis
Oxyopes variabilis är en spindelart som beskrevs av Ludwig Carl Christian Koch 1878. Oxyopes variabilis ingår i släktet Oxyopes och familjen lospindlar. Inga underarter finns listade i Catalogue of Life.